# Pyrrhia conspicua
Pyrrhia conspicua är en fjärilsart som beskrevs av Moritz Balthasar Borkhausen 1792. Pyrrhia conspicua ingår i släktet Pyrrhia och familjen nattflyn. Inga underarter finns listade.